# Новая (приток Хатанги)

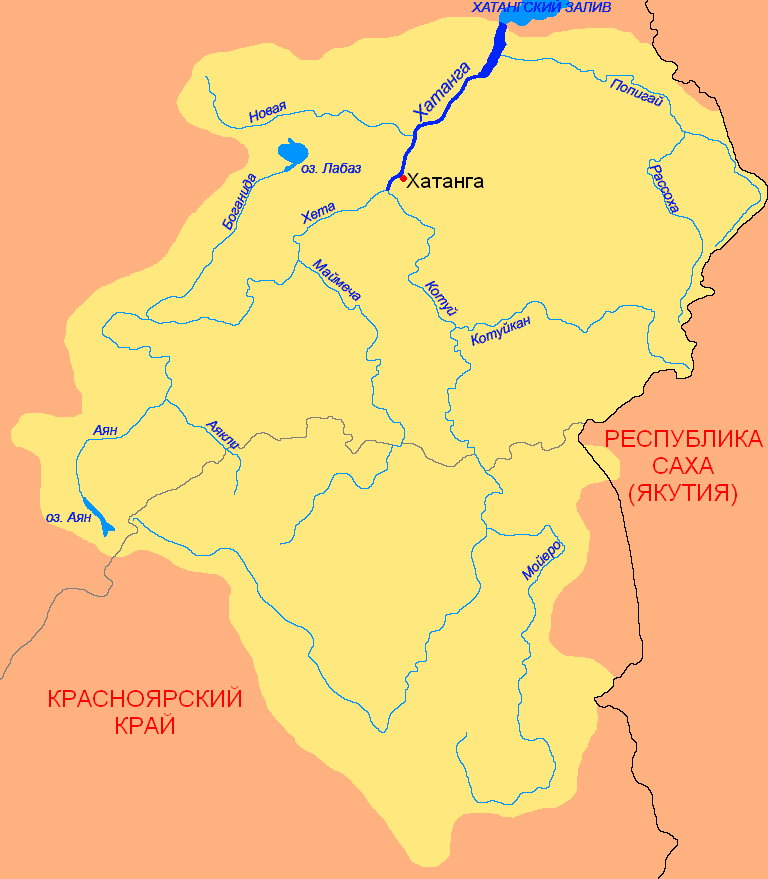
Бассейн реки Хатанга

Новая — река в Красноярском крае на северо-западе Восточной Сибири, левый приток реки Хатанга.

## Общая характеристика
Длина реки — около 411 км. Площадь водосборного бассейна — 16500 км². Течёт по Северо-Сибирской низменности в Таймырском (Долгано-Ненецком) национальном округе. Питание снеговое и дождевое. Берёт начало из озера Гаврила в районе Таймырского заповедника. Высота истока — 97 м над уровнем моря. Впадает в реку Хатанга в 161 км от устья. Высота устья — 0,8 м над уровнем моря.

## Притоки
Притоки	(расстояние от устья):
- 25 км: Толокно-Юрях (лв)
- 35 км: Чарчохан (пр)
- 35 км: Крупаскылах (пр)
- 35 км: без названия (пр)
- 39 км: Диринг-Юрях (лв)
- 52 км: без названия (лв)
- 53 км: Пелегря (лв)
- 60 км: Багатырь-Юрях (пр)
- 64 км: Улахан-Юрях (пр)
- 73 км: Андыр (пр)
- 80 км: Чумнах-Юрях (пр)
- 90 км: Кункуй-Юрях (пр)
- 94 км: Бол. Лесная-Рассоха (пр)
- 100 км: Захарова-Рассоха (лв)
- 113 км: Фёкла (пр)
- 119 км: без названия (пр)
- 120 км: без названия (лв)
- 130 км: Чёрная (пр)
- 156 км: Массонов (лв)
- 176 км: Пота (лв)
- 178 км: Эмяхсин-Юрях (пр)
- 199 км: Толтон-Пастага (пр)
- 208 км: Рассоха-Каю (лв)
- 219 км: Мунгурдах (пр)
- 231 км: без названия (пр)
- 231 км: Онгуохтах-Юрягя (лв)
- 237 км: без названия (пр)
- 245 км: без названия (лв)
- 249 км: Сред. Рассоха (пр)
- 253 км: Болдохтох-Юрях (лв)
- 262 км: Кирик-Рассоха (пр)
- 265 км: Диринг-Юрях (лв)
- 301 км: без названия (лв)
- 303 км: без названия (лв)
- 312 км: Чирдах-Юрях (пр)
- 313 км: без названия (пр)
- 321 км: без названия (пр)
- 325 км: Куалай-Юрях (лв)
- 330 км: Кинту-Юрях (пр)
- 344 км: без названия (лв)
- 352 км: без названия (лв)
- 360 км: без названия (лв)
- 376 км: без названия (пр)

Наиболее крупные притоки — Большая Лесная Рассоха (длина 109 км), Захарова-Рассоха (212 км), Массонов (131 км).

## Данные водного реестра
По данным государственного водного реестра России Новая относится к Енисейскому бассейновому округу, речной бассейн — Хатанга, речной подбассейн — Хатанга от слияния Хеты и Котуя до устья, водохозяйственный участок — Хатанга от истока до устья без реки Попигай. Код водного объекта — 17040400112117600028513.